# 주행성 인간

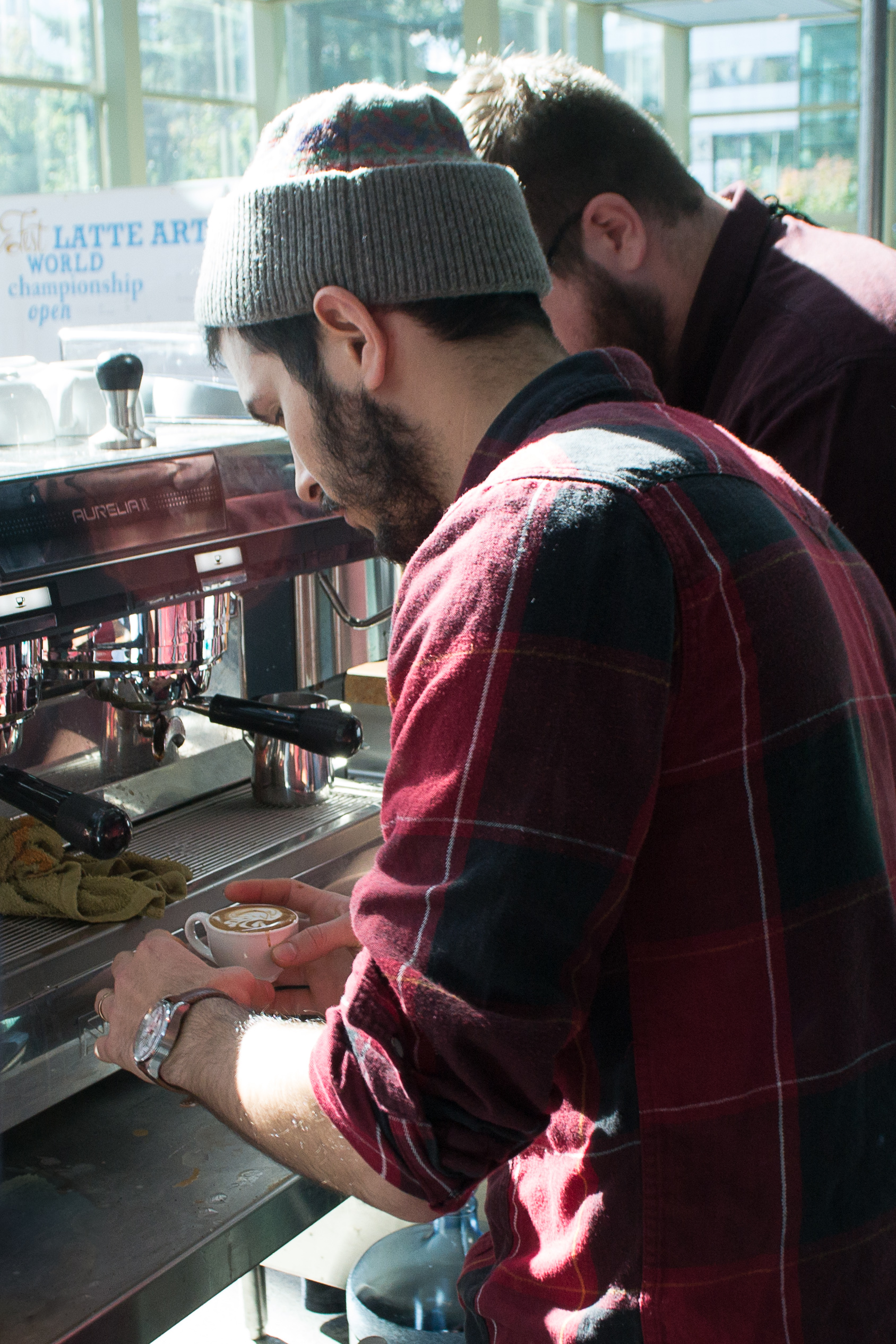
아침형 인간은 커피숍의 바리스타로 고용될 수 있다.

아침형 인간(-型人間, morning person)은 주로 아침에 일찍 일어나 하루의 생활을 빨리 하고 저녁에 일찍 잠자리에 드는 사람을 말하며, 반대어는 야행성 인간이다.

## 개요
종달새, 얼리 버드, 아침형 인간 또는 스칸디나비아 국가에서 A-person이라고 칭하는 A형 인간은 보통 아침 일찍 일어나서 저녁에 일찍 자러가는 사람을 뜻한다. 동물 중에서 종달새는 매우 일찍 기상을 한다. 오후 9시 - 10 시경에 일찍 자는 사람들을 비유해 종달새형이라고 한다. 일찍 일어나서 생활하는 사람은 보통 오전 6시 또는 그 이전의 시간에 일어나 강력한 에너지를 갖고 활동을 시작한다. 아침형 인간은 새벽에 기상을 하므로, 오전 일찍 일을 시작하는 업무에 적합하다.

## 같이 보기
- 주행성
- 야행성 인간
- 야행성
- 일찍 기상